# Joseph (Oregon)

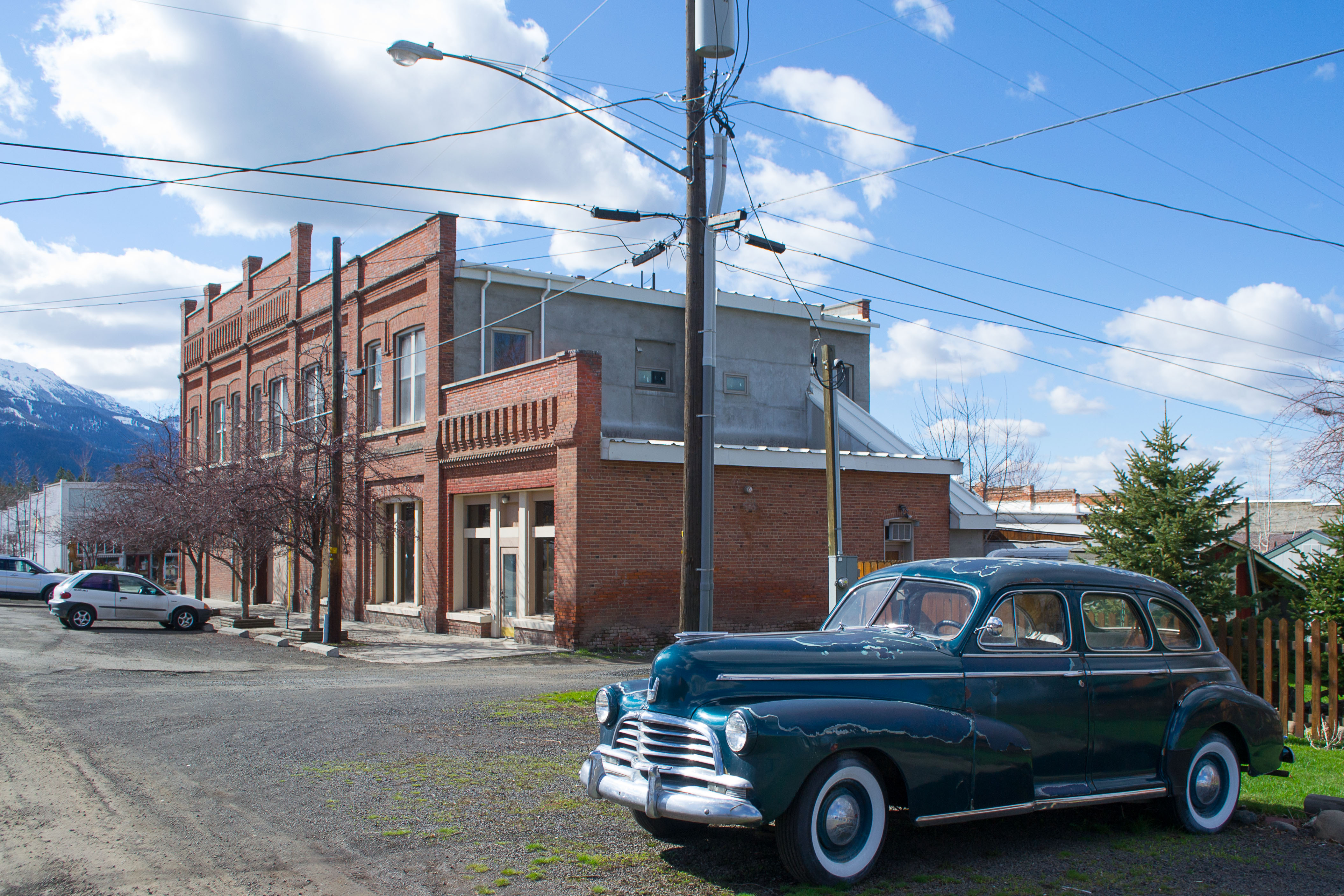
Az 1. utca keleti fele

Joseph (kiejtése: wəˈlaʊwə) az Amerikai Egyesült Államok északnyugati részén, Oregon állam Wallowa megyéjében helyezkedik el. A 2010. évi népszámláláskor 1081 lakosa volt. A város területe 2,28 km², melynek 100%-a szárazföld.

## Történet
A helyiség területét 1883-ban jelölték ki. A gazdaság kezdetben a mezőgazdaságra, főként a gabonafélék termesztésén és az állattenyésztésen alapult, majd a vasút elindulásakor egy fűrésztelep is létesült, amely felgyorsította a fejlődést.
A faipar 1980-as évekbeli összeomlása után a helyi munkanélküliség 17% volt, de 1982-ben három új bronzöntöde is nyílt.
A településen július végén minden évben megrendezik a város által finanszírozott Joseph vezér-napi rodeót. Egyéb rendszeres programok még a 2001 és 2017 között augusztusban tartott Bronze, Blues and Brews, és a szeptemberi, Wallowa Lake-kel közösen tartott, svájci–bajor Alpenfest, amely a német Oktoberfest helyi változata (Josephet „oregoni kis-Svájcnak” is nevezik), több jódlizással és alpesi kürttel.

## Éghajlat
A város éghajlata a Köppen-skála szerint nedves kontinentális (Dfb-vel jelölve). Októbertől májusig a lehulló csapadékmennyiség megegyszeik, a július és augusztus hónapok pedig teljesen szárazak. A legmelegebb hónap július, a leghidegebb pedig december.
| Hónap                         | Jan.  | Feb.  | Már.  | Ápr.  | Máj.  | Jún. | Júl. | Aug. | Szep. | Okt.  | Nov.  | Dec.  | Év    |
| ----------------------------- | ----- | ----- | ----- | ----- | ----- | ---- | ---- | ---- | ----- | ----- | ----- | ----- | ----- |
| Rekord max. hőmérséklet (°C)  | 15,0  | 16,7  | 20,6  | 30,0  | 32,2  | 33,3 | 38,9 | 41,1 | 35,0  | 29,4  | 20,0  | 12,2  | 41,1  |
| Átlagos max. hőmérséklet (°C) | 1,1   | 3,9   | 7,8   | 12,2  | 17,2  | 22,2 | 27,2 | 27,2 | 21,7  | 14,4  | 6,1   | 0,6   | 13,5  |
| Átlaghőmérséklet (°C)         | −4,5  | −2,0  | 1,1   | 5,0   | 8,9   | 12,8 | 15,6 | 15,3 | 11,2  | 5,6   | 0,3   | −4,7  | 5,4   |
| Átlagos min. hőmérséklet (°C) | −10,0 | −7,8  | −5,6  | −2,2  | 0,6   | 3,3  | 3,9  | 3,3  | 0,6   | −3,3  | −5,6  | −10,0 | −2,7  |
| Rekord min. hőmérséklet (°C)  | −37,8 | −32,8 | −26,1 | −15,0 | −11,1 | −7,2 | −5,0 | −8,9 | −10,0 | −18,3 | −28,9 | −39,4 | −39,4 |
| Átl. csapadékmennyiség (mm)   | 79    | 74    | 79    | 76    | 79    | 63   | 0    | 0    | 46    | 79    | 76    | 79    | 730   |
| Forrás: The Weather Channel   |       |       |       |       |       |      |      |      |       |       |       |       |       |

## Népesség

### 2010
A 2010-es népszámláláskor a városnak 1081 lakója, 509 háztartása és 305 családja volt. A népsűrűség 474,1 fő/km2. A lakóegységek száma 590, sűrűségük 258,8 db/km2. A lakosok 94,7%-a fehér, 0,7%-a afroamerikai, 0,9%-a indián, 0,4%-a ázsiai, 0,5%-a a Csendes-óceáni szigetekről származik, 0,7%-a egyéb, 2%-a pedig kettő vagy több etnikumú. A spanyol vagy latino származásúak aránya 2,1% (1,6% mexikói,   0,5% egyéb spanyol vagy latino származású.)
A háztartások 22%-ában élt 18 évnél fiatalabb. 46,6% házas, 9,4% egyedülálló nő, 3,9% egyedülálló férfi, 40,1% pedig nem család. 34,6% egyedül élt; 13,3%-uk 65 éves vagy idősebb. Egy háztartásban átlagosan 2,06 személy élt; a családok átlagmérete 2,57 fő.
A medián életkor 51 év volt. A város lakóinak 17%-a 18 évesnél fiatalabb, 6,6% 18 és 24 év közötti, 18,2%-uk 25 és 44 év közötti, 36,1%-uk 45 és 64 év közötti, 22,2%-uk pedig 65 éves vagy idősebb. A lakosok 47,9%-a férfi, 52,1%-a pedig nő.

### 2000
A 2000-es népszámláláskor  a városnak 1054 lakója, 450 háztartása és 288 családja volt. A népsűrűség 462,3 fő/km2. A lakóegységek száma 543, sűrűségük 238,2 db/km2. A lakosok 94,88%-a fehér,  0,47%-a indián, 0,19%-a ázsiai, 0,09%-a a Csendes-óceáni szigetekről származik, 1,42%-a egyéb-, 2,94%-a pedig kettő vagy több etnikumú. A spanyol vagy latino származásúak aránya 1,23% (1,2% mexikói,   )
A háztartások 28,9%-ában élt 18 évnél fiatalabb. 49,6% házas, 10,2% egyedülálló nő; 35,8% pedig nem család. 31,6% egyedül élt; 14%-uk 65 éves vagy idősebb. Egy háztartásban átlagosan 2,26 személy élt; a családok átlagmérete 2,84 fő.
A város lakóinak 24,2%-a 18 évesnél fiatalabb, 5,4% 18 és 24 év közötti, 22,4%-uk 25 és 44 év közötti, 27%-uk 45 és 64 év közötti, 21%-uk pedig 65 éves vagy idősebb. A medián életkor 43 év volt. Minden 100 nőre 98,5 férfi jut; a 18 évnél idősebb nőknél ez az arány 91,1.
A háztartások medián bevétele 31 310 amerikai dollár, ez az érték családoknál $36 250. A férfiak medián keresete $25 938, míg a nőké $21 563. A város egy főre jutó bevétele (PCI) $16 163. A családok 7,9%-a, a teljes népesség 12,2%-a élt létminimum alatt; a 18 év alattiaknál ez a szám 9,8%, a 65 évnél idősebbeknél pedig 13%.

## Közlekedés
A belvárostól 1,85 km-re nyugatra fekszik a Joseph-i állami repülőtér.
A településtől nem messze, a Wallowa–Whitman Nemzeti Erdőben található a Wallowa-tavi libegő.

## Híres személyek
- Joseph vezér – a nez perce indiánok wallowai ágának törzsfőnöke
- Margaret Osborne duPont – teniszező
- Walter Brennan – színész

## Fordítás
Ez a szócikk részben vagy egészben  a   Joseph, Oregon című angol Wikipédia-szócikk ezen változatának fordításán alapul.  Az eredeti cikk szerkesztőit annak laptörténete sorolja fel. Ez a jelzés csupán a megfogalmazás eredetét és a szerzői jogokat jelzi, nem szolgál a cikkben szereplő információk forrásmegjelöléseként.